# HD 7853
HD 7853 — белая звезда, находящаяся в созвездии Андромеда на расстоянии приблизительно 482,53 св. лет от Земли. Является двойной или кратной звездой. По состоянию на 2007 год, радиус звезды оценивается в 3,77 солнечного радиуса. Исходя из положительной радиальной скорости, звезда удаляется от Солнца. Планет у HD 7853 обнаружено не было. Звезда видима невооружённым глазом на ночном небе.